# کلئوپاترا آلسیون
کلئوپاترا آلسیون (به زبان یونان باستان: Κλεοπάτρη Ἀλκυόνη Kleopátrē Alkuónē) دختر آیداس و مارپسسا و همسر ملیئاگر بود. وقتی که شوهر او بدست آپولو کشته شد، وی با غم و اندوه در گذشت.